# Fonds RDA - Nouveaux Länder
Au début des années 1980, des enseignants chercheurs de l'université Paris-8 Vincennes-Saint-Denis se réunissent au sein d'un groupe de recherche sur la République démocratique allemande. La bibliothèque de l'université crée pour les soutenir le centre de documentation sur la RDA dit Fonds RDA - Nouveaux Länder. 

## Historique
Dès 1983, la signature d'une convention entre la bibliothèque de Paris VIII et la Bibliothèque de documentation internationale contemporaine (BDIC) confère au fonds RDA le statut de CADIST associé Relations internationales - Monde contemporain.
La période 1989-1991 est essentielle pour le développement du fonds : celui-ci est considérablement enrichi à travers l'acquisition ou le sauvetage de collections dispersées - voire condamnées à la destruction - à l'occasion du démantèlement ou du remaniement de diverses bibliothèques est-allemandes - doublons de l'université Humboldt de Berlin, bibliothèques de syndicats, institut pédagogique de Berlin, bibliothèques de province, fonds de manuscrits de théâtre de l'éditeur Henschel, bibliothèque du centre culturel de la RDA à Paris.
Avec la fin de la RDA et la réunification, il devient nécessaire de s'interroger sur l'avenir du fonds. La disparition de la RDA renouvelle les perspectives de recherche sur son histoire, tandis que les processus de transformation à l'œuvre dans les nouveaux Länder constituent de nouveaux champs d'exploration. De même, l'élargissement européen à l'est, l'intégration de nouveaux membres issus du bloc soviétique, amènent à repenser encore les orientations du fonds.

## Description
Les documents couvrent tous les domaines ayant trait à l'Allemagne de l'Est sous occupation soviétique de 1945 à 1949 ; à la RDA de 1949 à 1990 ; aux nouveaux Länder de la République démocratique d'Allemagne depuis 1990 : histoire, économie, politique, sociologie, sciences de l'éducation, droit, langue et littérature, arts.
Ce fonds unique en France propose actuellement près de 20 000 livres imprimés de toute sorte, des thèses et mémoires français et étrangers, et plus de 300 titres de périodiques. C'est un des fonds spécialisés les plus importants de la bibliothèque de Paris 8.
Le fonds continue toujours à être enrichi, et les livres imprimés sont empruntables.